# Birgitta Nass
Birgitta Nass ist eine deutsche Solotänzerin und Choreografin.

## Leben und Wirken
Nach erfolgreicher Tanzausbildung an der Palucca Hochschule für Tanz Dresden wurde Birgitta Nass, in Königsbrück als Birgitta Hommel geboren, Mitglied des Deutschen Fernsehballetts und im Ballett des Berliner Friedrichstadtpalastes. Sie gehörte viele Jahre zur Stammbesetzung und konnte auch als Solotänzerin ihre Fähigkeiten unter Beweis stellen. Ihr Ehemann Jürgen Nass, der, wie sie, Anfang der 1960er Jahre eine Tänzerausbildung an der Palucca-Schule in Dresden absolvierte, arbeitete später erfolgreich als Regisseur für den Friedrichstadtpalast. 1973 heiratete Birgitta Hommel den Tänzer und späteren Regisseur Jürgen Nass. Im Folgejahr wurde Sohn Sebastian Nass geboren.
Erfolge feiert Birgitta Nass in ihrer Laufbahn nicht nur als Tänzerin, sondern auch als Choreografin. Zu nennen sind als Beispiele die Revue „Wunderbar – die 2002. Nacht“., die Revue „Elements“ und die Weihnachtsrevue "Jingle Bells 2006".
Die Tänzerin und Choreografin gründete die Ballettschule Birgitta Nass in Berlin, die ab 2007 von Sohn Sebastian geleitet wurde. Am 31. Dezember 2019 wurde die Schule geschlossen.

## Filmografie
- Guten Morgen, Dornröschen! (1982) als Dornröschen[6]